# Papier Dongba
Le papier Dongba est un 
papier traditionnel artisanal fait par le peuple Naxi, un groupe sociolinguistique de la famille des langues sino-tibétaines, de la région de Lijiang et de Shangri-La dans le nord-ouest du Yunnan (Chine du Sud). Il était traditionnellement utilisé par les prêtres Dongba pour transmettre et copier les Écritures.
La fabrication de papier Dongba qui fut d’abord une activité des prêtres Dongba, résulte depuis les années 1990 uniquement de l’activité économique des foyers villageois profitant de la fièvre du tourisme de masse à Lijiang pour écouler leur production. La transition de la fabrication du papier dans le cadre d’activité rituelle sacrée à une activité économique s’est faite par une perte du sens culturel et symbolique du papier Dongba.

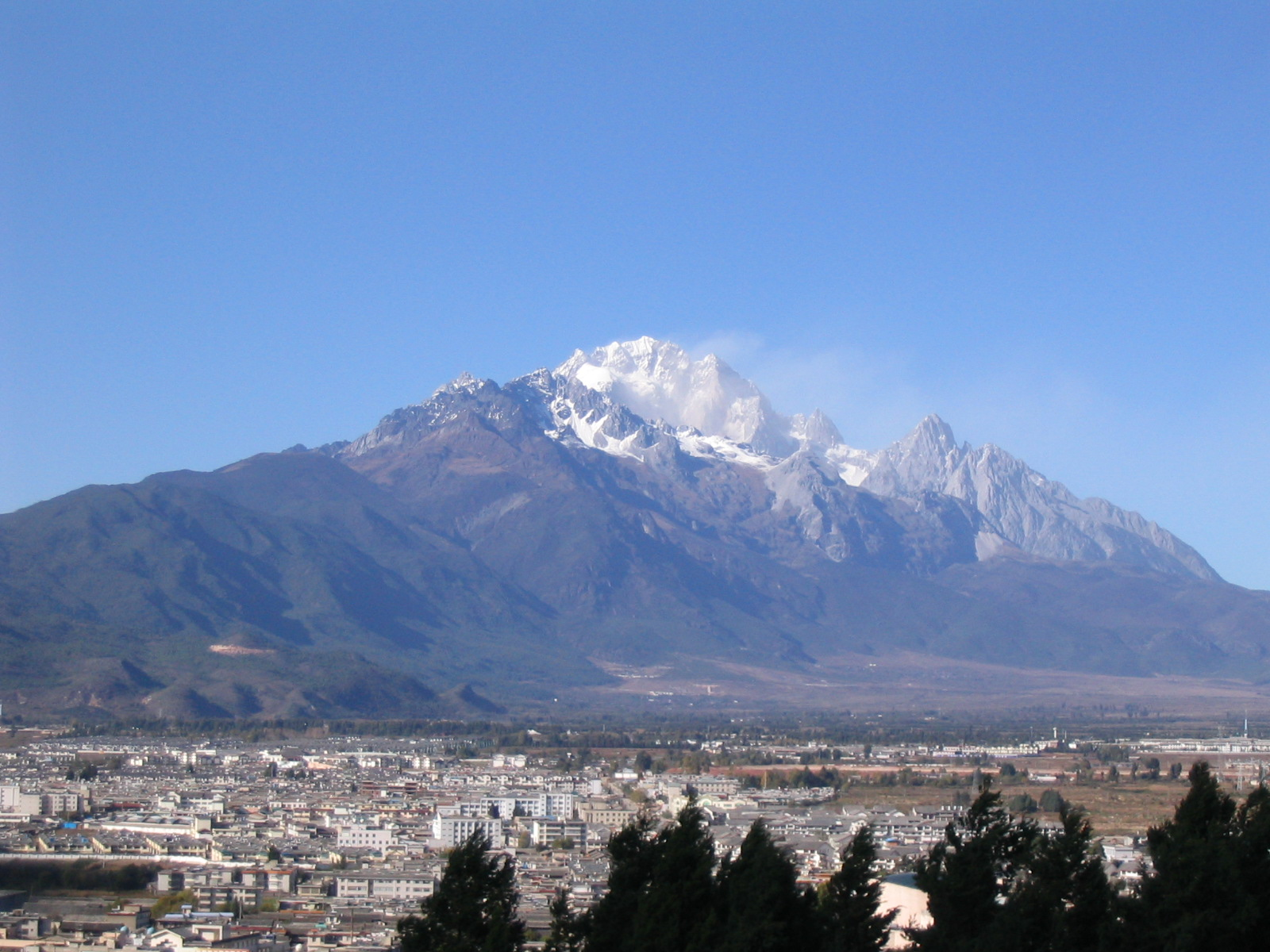
Vue de Lijiang, à 2400 m d'altitude, aux pieds du mont enneigé du Dragon de jade, pointant à 5596 m, Yunnan

## Description

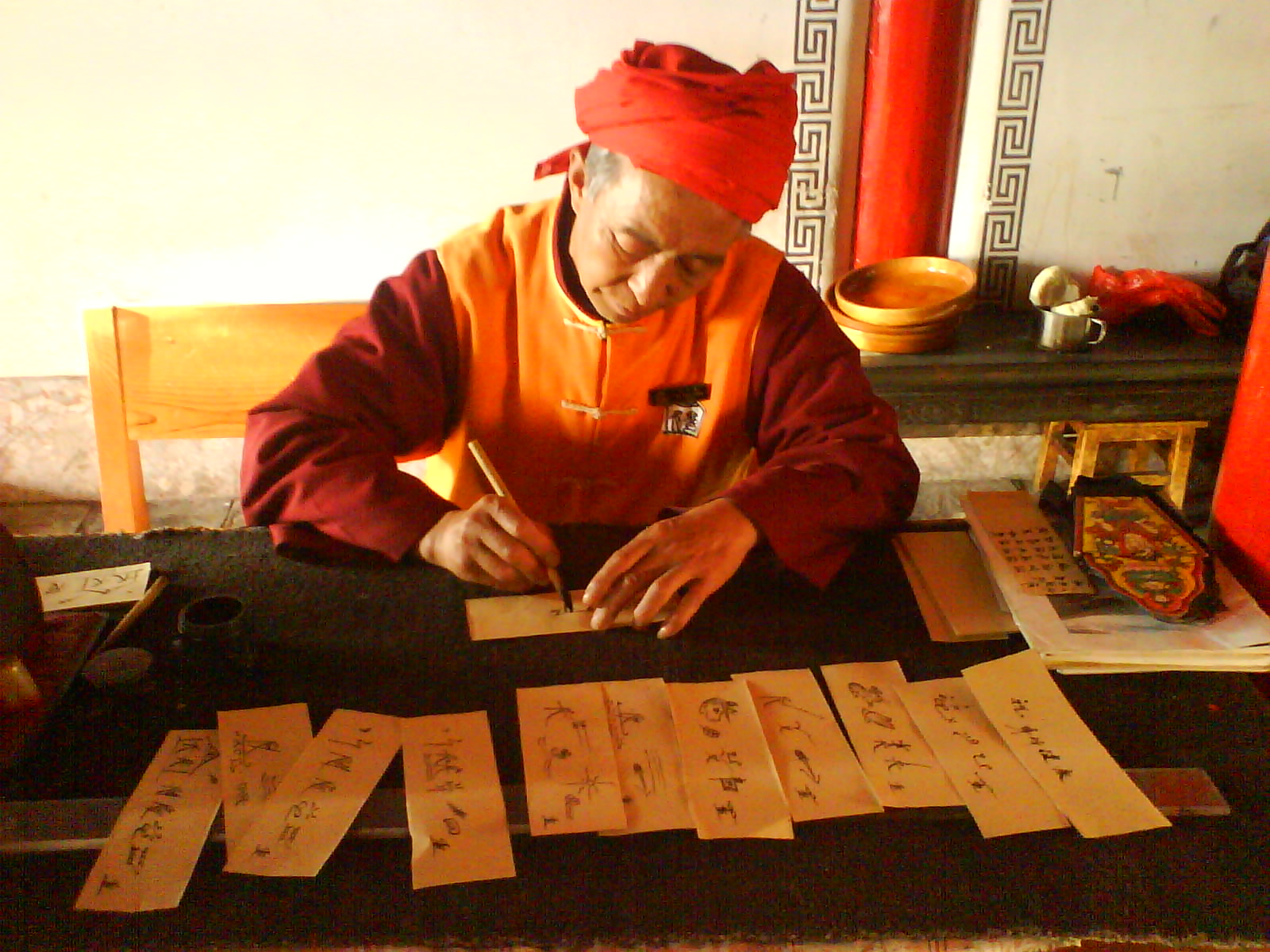
Prêtre Dongba calligraphiant des oracles

Les fibres de Wikstroemia canescens, Wikstroemia lichiangensis et de Wikstroemia delavayi sont utilisées par l’ethnie Naxi, pour fabriquer le « papier Dongba ». La religion traditionnelle des Naxi, le Dongba, est une forme d'animisme chamanique qui possède beaucoup de caractéristiques de la religion tibétaine prébouddhique Bonpo (Bön), et qui est liée à la pratique du bouddhisme tibétain. Les Naxi ont deux systèmes d’écritures de leur langue: un système syllabique et un système pictographique (Yang et al, 2011). Ce dernier système est maitrisé par les prêtres Dongba qui l’utilisent comme système mnémotechnique pour guider les chants rituels.
Les prêtres Dongpa calligraphient les Écritures et les peintures Dongba sur un papier fabriqué localement à partir de l'écorce d’arbustes sauvages, nommés en chinois 荛花  ráohuā (Wikstroemia canescens), 丽江荛花 Lìjiāng ráohuā (Wikstroemia lichiangensis) ou  澜沧荛花 Lancang raohua (Wikstroemia delavayi), collectés dans la montagne. Dans certains villages c’était ces mêmes prêtres qui fabriquaient le papier Dongba.

## Histoire
Selon les archives historiques, il y avait une fabrication de papier à Lijiang, durant la dynastie Yuan (1279-1368). Mais comme on n’a aucune description précise du processus de fabrication, on ne peut savoir s’il était semblable au papier Dongba tel qu’on le connait de nos jours. On ne sait pas non plus de quelle époque datent les Écritures Dongba. Les textes les plus anciens trouvés datent de la 7e année de l’empereur Kangxi de la dynastie Qing soit de 1668. Le papier Donhba est donc utilisé depuis au moins 360 ans,.
Au XXe siècle, la fabrication du papier est passée d’une activité intimement liée aux rituels et à la spiritualité, à une activité économique. Dans les années 1920-1930, environ la moitié des adultes (du village étudié par Yang et al) ont adopté la fabrication du papier pour subvenir aux besoins familiaux. Le papier produit était échangé contre d’autres marchandises qui circulaient sur les sentiers muletiers de l’Ancienne route du thé  du Sud-Est, comme le thé, les grains, le sel, les cigares, le sucre, le vin etc.
Durant les décennies qui ont suivi la fondation de la République populaire de Chine en 1949, l’écriture Dongba, la fabrication de papier Dongba et les ressources en Wikstroemia ont été menacées. L’administration fit brûler des soutras Dongba. En particulier les années 1960 et 1970 furent une période de déforestation lorsque l'État a encouragé l'extraction commerciale des ressources forestières par des entreprises d'exploitation forestière extérieures. C’était aussi l’époque de la Révolution culturelle (1966-1976), qui classa la religion Dongba dans le domaine des superstitions (mixin 迷信) et par conséquent la prohiba complètement. Une génération de jeunes Naxi, ayant reçu une éducation han, ne connaissait plus la culture Dongba.

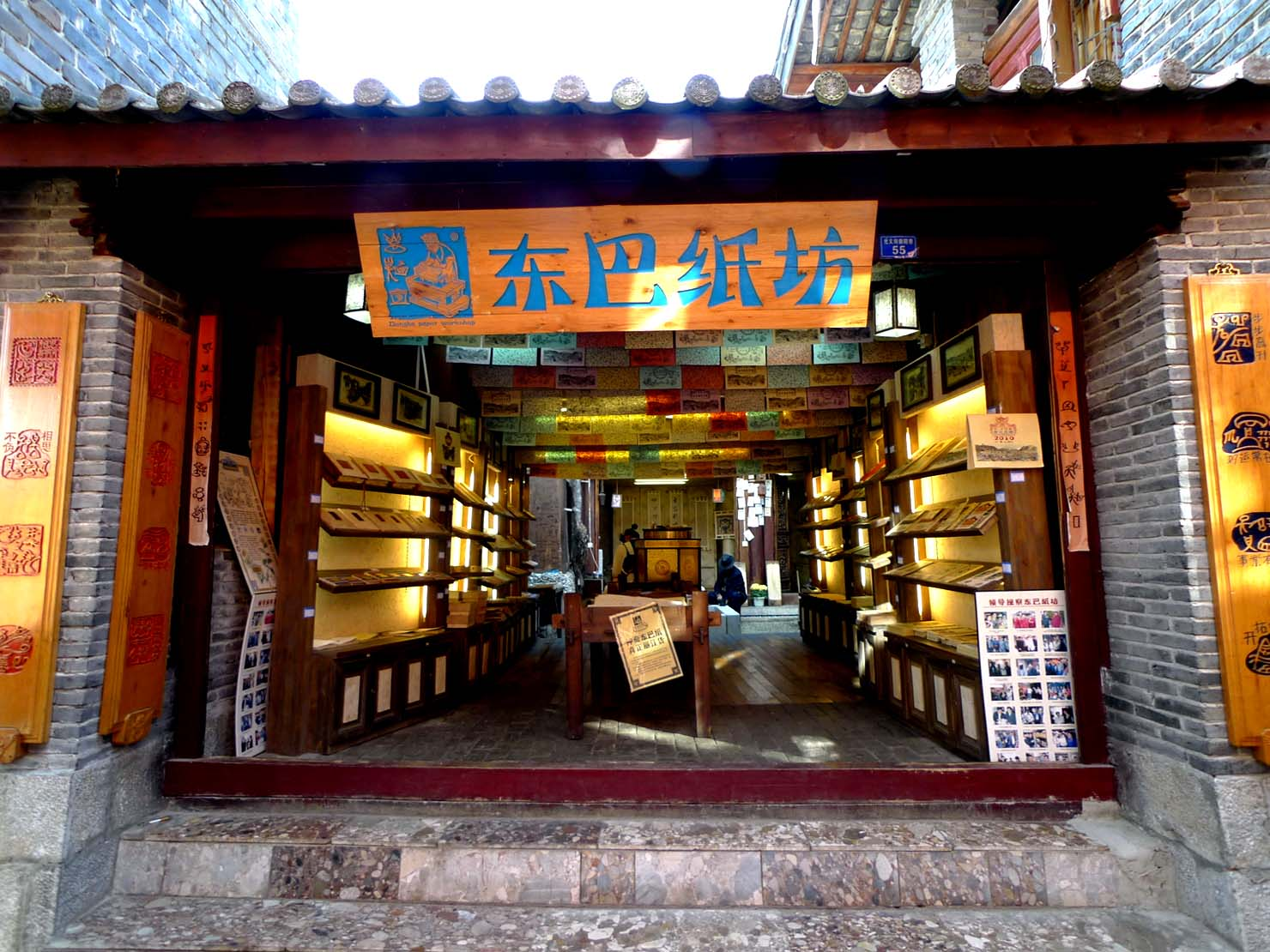
Échope vendant des papiers Dongba, dans la vieille ville de Lijiang

Il fallut attendre la libéralisation du commerce en 1986 et l’explosion du tourisme pour voir une revitalisation de la fabrication de papier Dongba s'opérer. Dans les années 1990, des cérémonies rituelles sont réintroduites dans certains villages naxi, et des écoles de formation à la culture naxi sont fondées dans la région de Lijiang.
Avec la fin de la période collectiviste, les foyers des villages s’engagèrent massivement dans la production et le commerce du papier Dongba dans les années 1980 et 1990. Leurs productions se vendaient dans les centres touristiques importants, comme Lijiang. Les populations de Wikstroemia déclinèrent alors jusqu’à l’époque des grandes inondations du Yangzi jiang de 1998 où les coupes de bois furent enfin réglementées. L’état imposa des limites strictes à l’exploitation forestière.
Le développement considérable du tourisme à Lijiang incita les Naxi du xian autonome lisu de Weixi (维西县 Weixi xian), dans la ville de Lijiang, à introduire la fabrication du papier Dongba à partir de l’écorce du mûrier à papier (Broussonetia papyrifera). Selon la classification des papiers traditionnels chinois, les papiers de Wikstroemia et de Broussonetia appartiennent à des classes différentes.
La marchandisation des pratiques culturelles traditionnelles revitalisa la production de papier Dongba. Mais de prétendus « papiers Dongba » vendus aux touristes pouvaient être faits avec de la pulpe commerciale de murier à papier, traité de manière à apparaitre comme du vrai papier Dongba traditionnel. Ou même pire, selon le chercheur Zeng Yiqun « du papier importé de Thaïlande et du Japon et du papier fait à la main par d’autres groupes ethniques sont tous vendus comme du papier Dongba ».

## Processus de fabrication

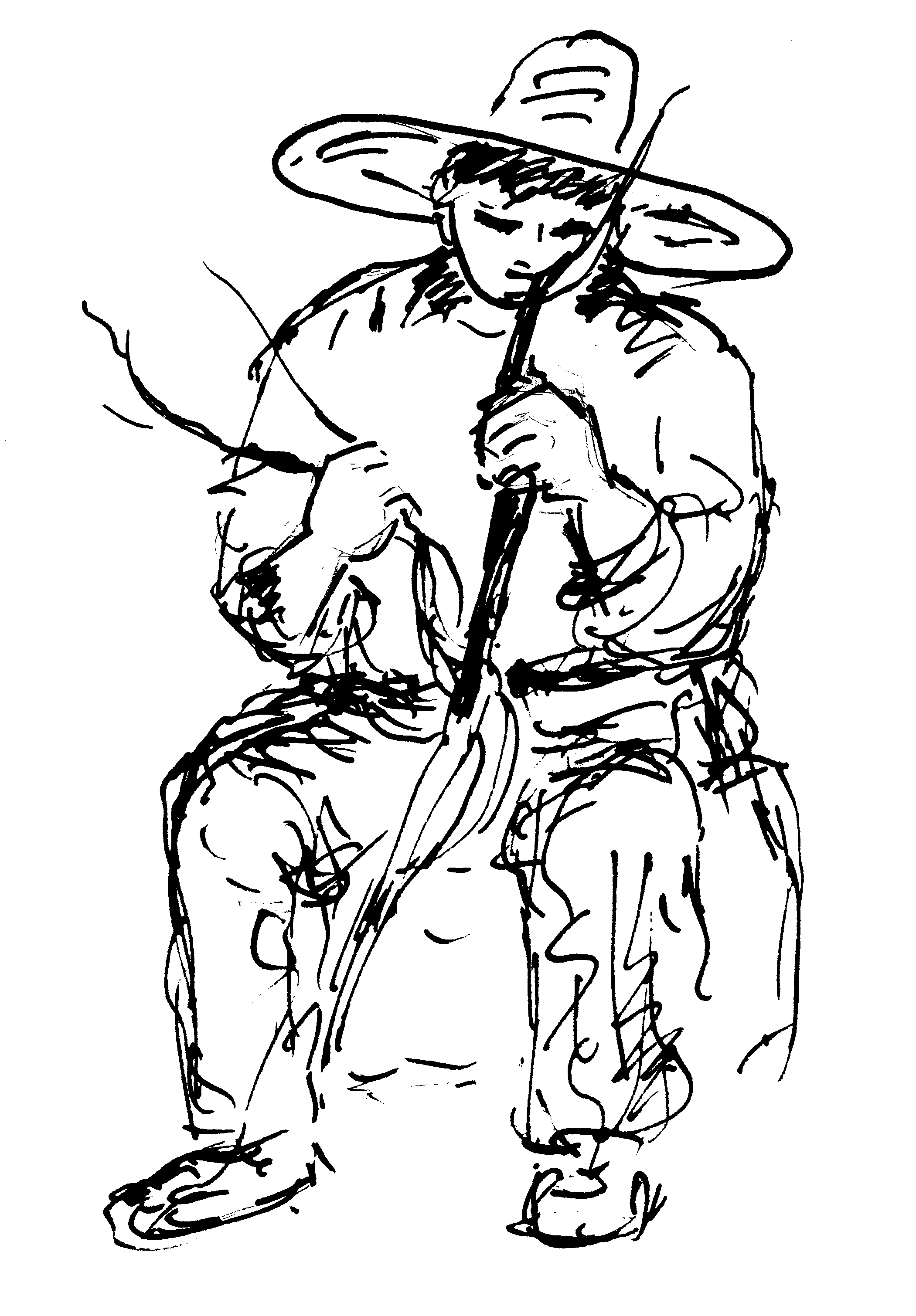
Étape 3: Détacher l'écorce des rameaux de Wikstroemia

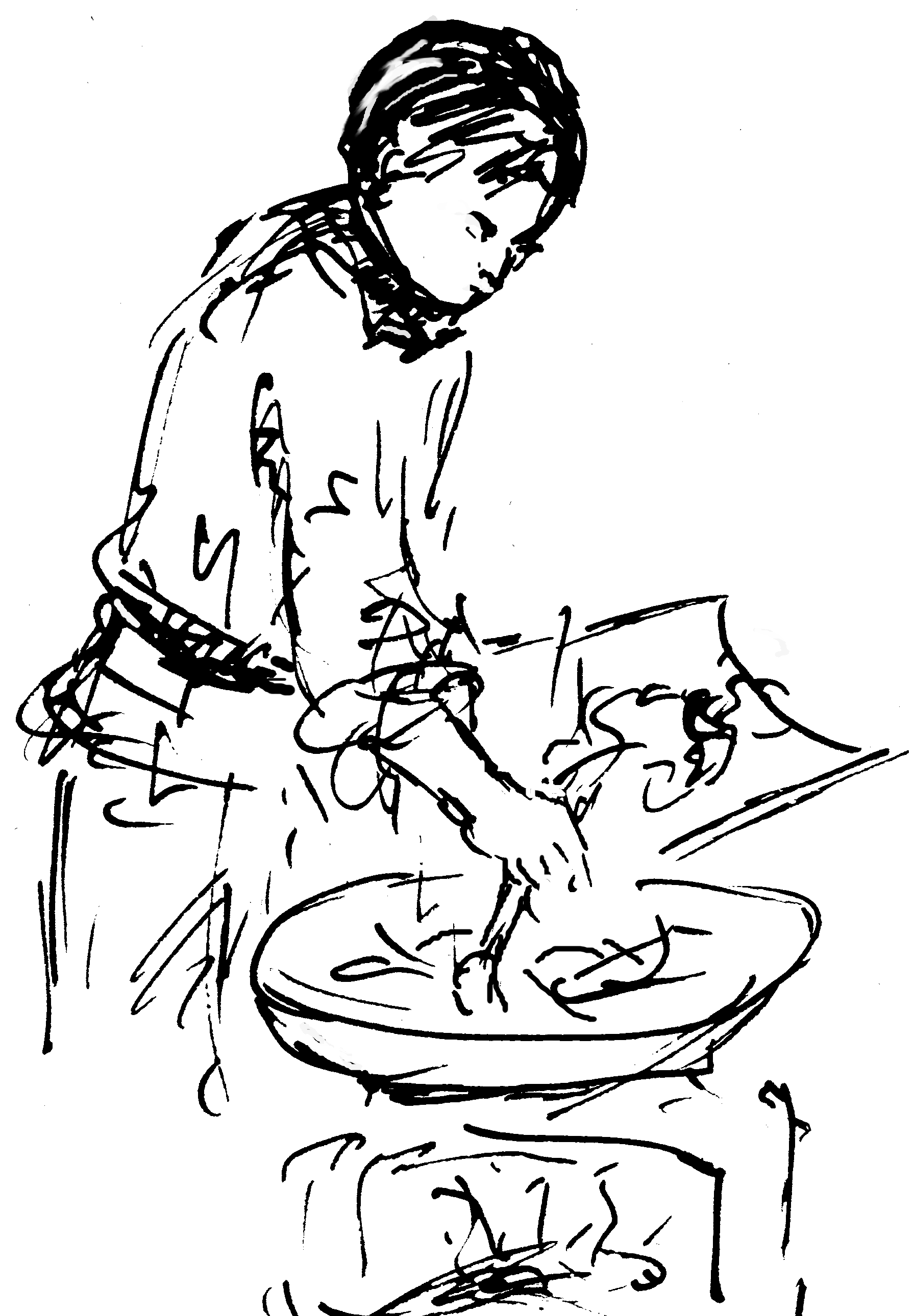
6) Mettre à bouillir les fibres dans un grand wok, pour les ramollir

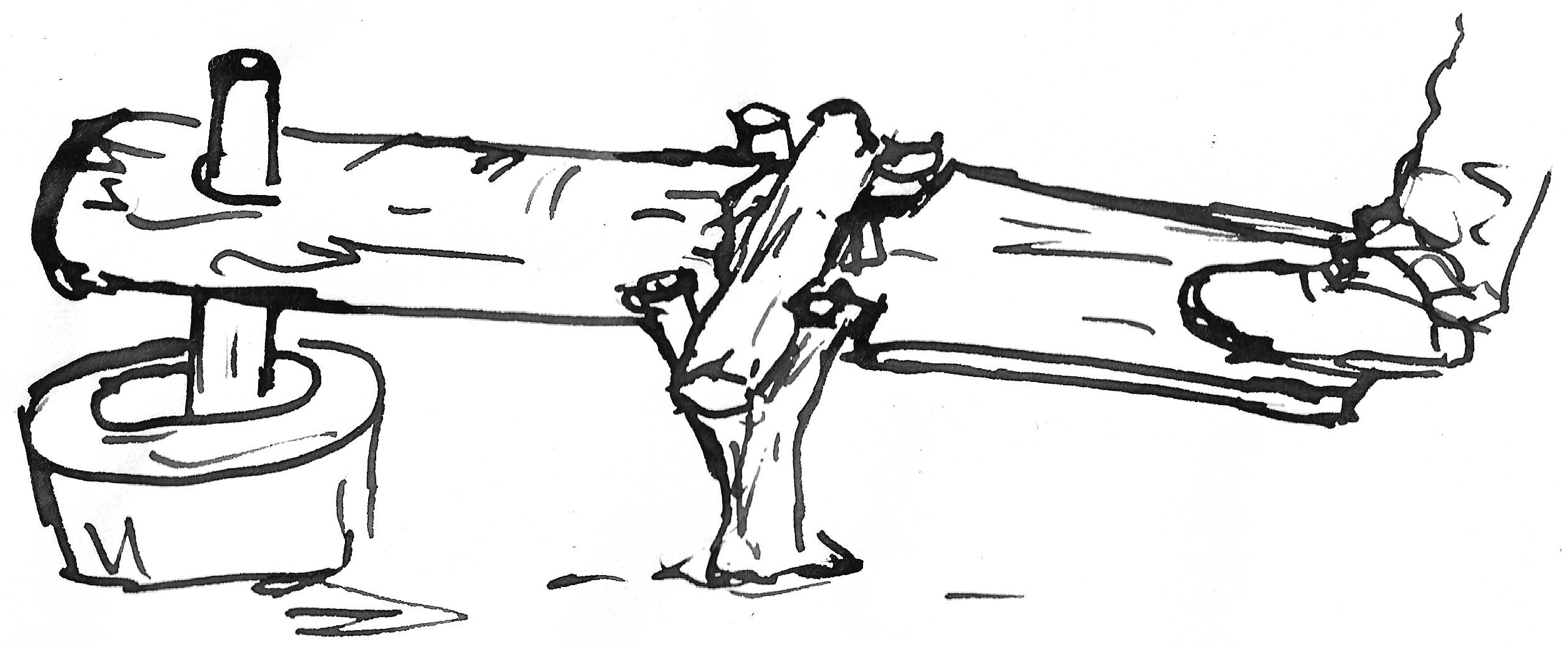
9) Écraser dans un mortier les fibres avec un gros pilon en bois, actionné avec le pied

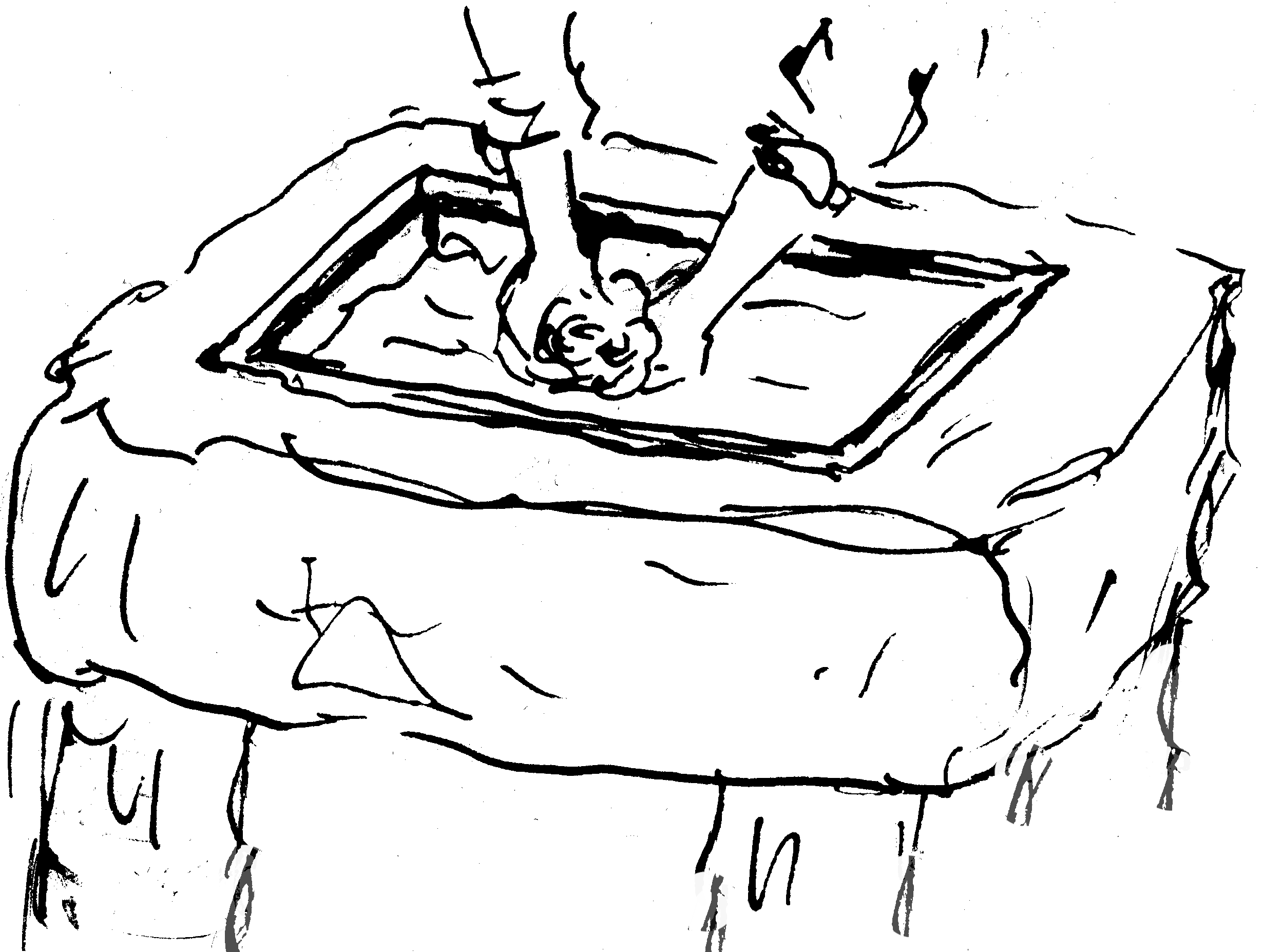
11) Émietter la boule de pâte au-dessus du tamis

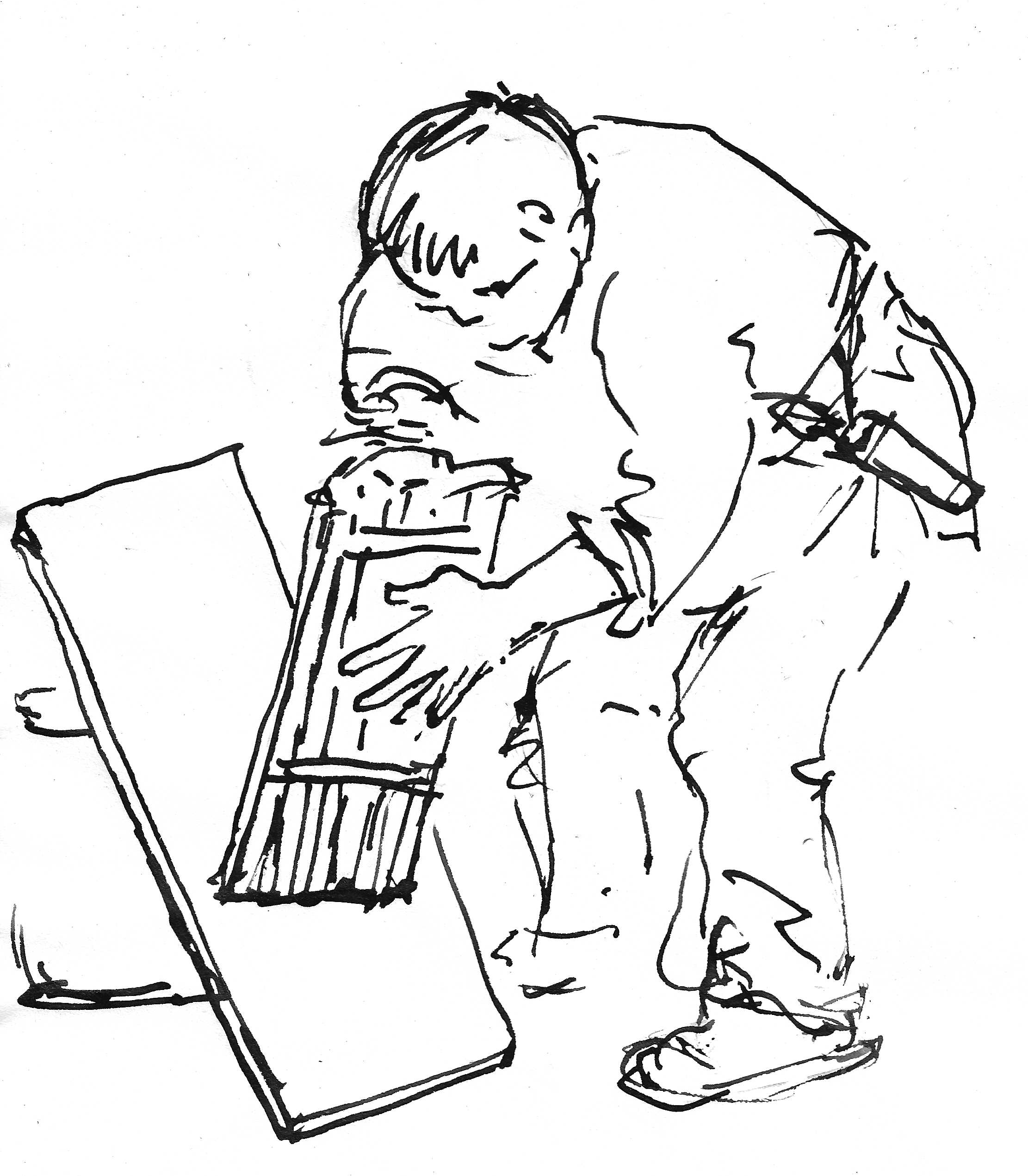
13) Retourner le tamis et la feuille sur une longue planche inclinée

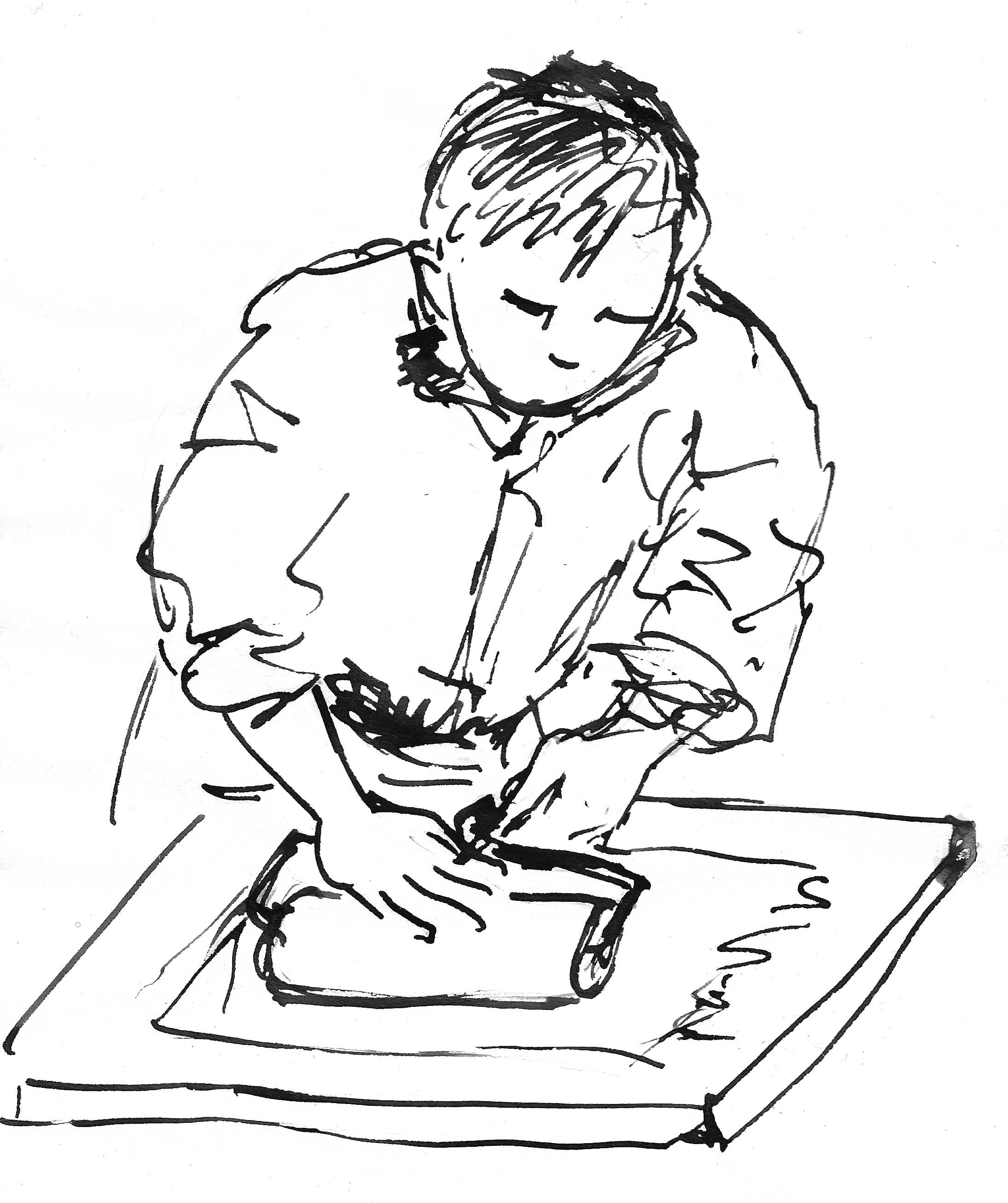
14) Appuyer sur la feuille avec un rouleau métallique pour donner l'apprêt

Le papier Dongba (东巴纸 Dōngbā zhǐ) est de couleur ivoire. Il n’est pas lisse mais semble plutôt rugueux et granuleux. De tous les papiers traditionnels artisanaux de Chine, seul le papier Dongba est suffisamment épais pour pouvoir être écrit recto-verso[réf. nécessaire]. De plus la légère toxicité des plantes Wikstroemia utilisées, le rend résistant aux attaques d’insectes, notamment des termites. On lit sur internet que sa durée de vie irait 800 jusqu’à 1 000 ans; c'est pourquoi les Naxi aiment le qualifier de « papier vivant mille ans » (纸寿千年 Zhǐ shòu qiānnián). Son origine remonterait à la dynastie Tang (618-907), il aurait donc une histoire de plus de 1 200 ans. Mais ces allégations semblent très valorisantes si on s’en tient aux recherches de Zeng Yiqun qui établit que le plus ancien papier Dongba connu daterait de 1668,.
Le processus de fabrication peut être décomposé en une quinzaine d’étapes,,. La technique Dongba de fabrication du papier est influencée par la technique à moule fixe des communautés tibétaines et par la technique des moules mobiles de la Chine centrale. Le tamis fait de lattes de bambou permet à la feuille de papier juste formée d'être décollée du tamis. Ce n'est pas le cas avec les tamis en tissu, qui obligent à faire sécher la feuille sur son tamis et ne permettent pas de le réutiliser immédiatement pour faire une autre feuille.
Les villageois engagés dans la fabrication de papier manifestent un grand respect de l’environnement. Au centre du système de croyances Bön est l’idée que la « nature » et les « êtres humains » sont des demi-frères avec des mères différentes. Les collecteurs de rameaux suivent un cycle de trois ans, ne revenant couper les rameaux d’un lieu que trois ans plus tard en ne prélevant que les branches suffisamment âgées.

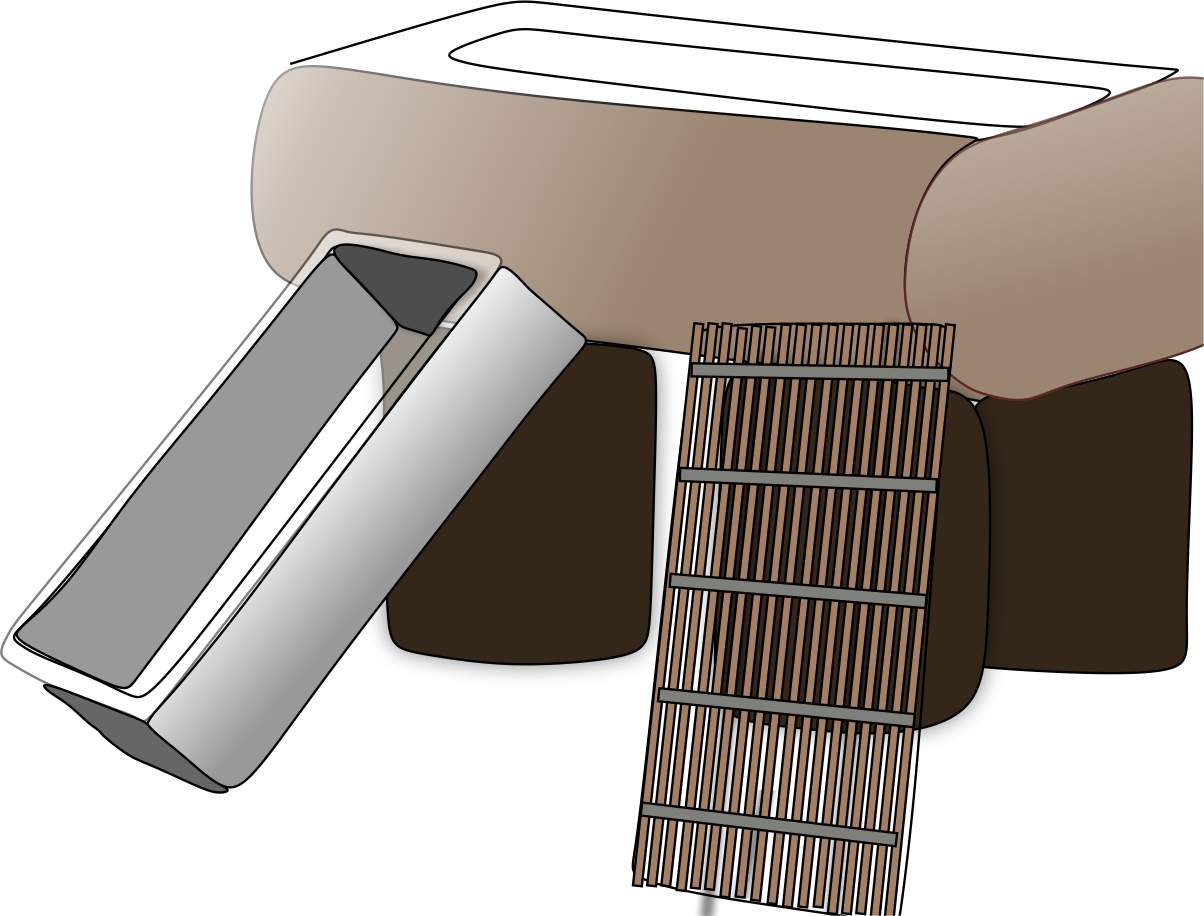
Étape 10: cadre de bois et tamis de bambou posés le long d'une cuve pleine d'eau dans laquelle ils seront plongés

Le producteur de papier Dongba (parfois aidé de membres de son foyer):
1. va dans la forêt en montagne, principalement de mars à mai, pour couper des rameaux à écorce noire des Wikstroemia, d’un diamètre médian de 1,5 cm[3]
2. les descend à l’atelier (la récolte annuelle moyenne est de 400 kg)
3. avec l’aide d’un couteau, détache des rameaux des bandes d’écorce étroites (voir illustration)
4. puis il sépare les fibres du liber (blanchâtres) de la partie superficielle de l’écorce (le liège, noir).
5. fait sécher les fibres au soleil pour les faire blanchir pendant 3 à 5 jours
6. les fait bouillir dans un grand wok de fonte, pendant plusieurs heures pour les ramollir, on ajoute éventuellement de la cendre de végétaux (bois de pin, Pinus yunnanensis) pour réduire la toxicité
7. les sort pour les trier et enlever les déchets
8. les lave dans une corbeille de vannerie dans une eau courante ou dans un bac, pour les débarrasser de déchets et de la cendre
9. les écrase dans un mortier avec un gros pilon (en bois) mécanique actionné au pied afin d’obtenir une pulpe homogène ; cette pâte à papier peut être façonnée en boules d’environ 300 g, correspondant à la taille nécessaire pour faire une feuille de papier
10. dispose au fond d’un bassin d’eau, un cadre de bois (de bois de 62 cm de long sur 24 cm de haut) à l’intérieur duquel il met un tamis rectangulaire fait de lattes de bambou. Le moule à papier est donc un moule à bords hauts avec un fond en natte de bambou semi-rigide et amovible[2]. Il y a alors une bonne couche d’eau au-dessus du tamis
11. prend les boules de pâte obtenues en 9, les émiette au-dessus du tamis, agite bien l’eau pour disperser les fibres qui se déposeront en une couche uniforme sur le tamis
12. ressort l’ensemble (le cadre avec le tamis et la feuille), et laisse s’égoutter l’eau
13. retire le tamis avec la feuille de papier collée dessus, retourne l’ensemble sur une longue planche en bois inclinée, et enlève le tamis afin que l’humidité de la feuille de papier puisse s’écouler
14. fait égoutter à l’extérieur la feuille étalée sur la planche, passe un rouleau métallique (ou une pierre ou un chiffon, selon Khartasia[2]) (pour calandrer) dessus pour exprimer l’eau et donner un apprêt (donner une surface unie), puis remet à sécher
15. quand la feuille est sèche, il la détache de la planche. La feuille de papier est prête.

Ce châssis et son tamis est une combinaison d’un moule fixe et d’un moule ouvrant. En effet, la dispersion de la pâte à papier se fait sur un seul châssis à la fois comme pour les moules fixes, et le tamis est constitué d’une natte de bambou n’adhérant pas à la pâte, comme pour les moules ouvrants, ce qui permet de l’utiliser pour fabriquer une série de feuilles.
Les foyers ruraux qui fabriquent du papier Dongba en dégageaient un revenu annuel moyen de 7 000 RMB (soit 1 100 US€), durant les années 2002-2011. Ils sont conscients que les contrefaçons sont une menace pour cette activité. Car la majorité des papiers Dongba vendus dans les magasins de souvenirs de Lijiang ne sont pas fabriqués avec du Wikstroemia ni selon le processus de fabrication standard - ils sont souvent le résultat de processus industriels.